# OpenCL
|  | No s'ha de confondre amb OpenGL. |

Cada invocació (work-item) del nucli pren una fila de la matriu verda (A al codi), multiplica aquesta fila amb el vector vermell (x) i col·loca el resultat en una entrada del vector blau (y). El nombre de columnes n es passa al nucli com a ncols; el nombre de files està implícit en el nombre d'elements de treball produïts pel programa amfitrió.

Open Computing Language (OpenCL) és un framework per a programes d'escriptura que s'executa mitjançant plataformes heterogènies consistents en unitats centrals de processament (CPU), unitats de procés gràfic (GPUs), processadors de senyals digitals (DSP), FPGAs i altres processadors o acceleradors de hardware.
OpenCL és un estàndard obert i lliure de royalties, per a la programació paral·lela de CPU's, GPU's i altres processadors, a fi i efecte de proporcionar als desenvolupadors l'accés portable i eficient a la potència d'aquestes plataformes de procés heterogènies.
OpenCL admet una extensa gamma d'aplicacions, des de sistemes encastats, passant per aplicacions per al consumidor fins a solucions HPC (acrònim de Computació d'Alt Rendiment, també anomenada supercomputació).
OpenCL consisteix en una API per coordinar la computació paral·lela entre processadors heterogenis, i a més un llenguatge multiplataforma i una especificació de l'entorn de computació.
- Suporta ambdós models de programació paral·lela, el basat en dades i el basat en tasques.
- Utilitza un subconjunt del llenguatge C en la versió del 1999 C99 amb extensions per al paral·lelisme.
- Defineix requeriments numèrics basats en l'estàndard IEEE 754.
- Defineix un perfil de configuració per a dispositius de mà (PDA,..) i sistemes encastats.
- Interacciona eficientment amb API's gràfiques com OpenGL, OpenGL ES i altres.

## Història
OpenCL va ser concebut inicialment per Apple, que en reté els drets comercials, i adreçat als equips tècnics de AMD, Intel i Nvidia. Apple va sotmetre també aquesta proposta a l'impulsor de l'estàndard gràfic OpenGL, el Grup Khronos.
El 16 de juny del 2008 es va formar el Grup de Treball Khronos Computació amb representants de CPU's, GPU's, sistemes incrustats i companyies de programari i va donar lloc a l'especificació OpenCL 1.0 que després de revisada va ser aprovada el 8 de desembre del 2008.
NVIDIA és el primer fabricant a proporcionar drivers OpenCL per a WindowsXP i Linux
Publicació de l'edició OpenCL 1.1

## Terminologia de l'arquitectura
Nucli (kernel)Per paral·lelitzar una iteració, se'n pren el nucli, se l'enclou en una funció de les estructures (vectors o matrius) i variables que hi intervenen, i s'hi afegeix l'obtenció de l'índex que la GPU assigni al processador elemental on s'executin.
Dit d'altra manera: Procés o operació sobre elements individuals de les estructures dels operands, equivalent al nucli d'una iteració, que s'executarà en paral·lel per a cadascun dels elements als múltiples Processadors elementals de la GPU.
Visualització figurativa:

#define nucli_suma_vectors(A,B,C,N) { \
 \
 i = j + id_del_processador; \ // el ''id'' del primer processador és 0
 if (i < N) { \
 C[i] = A[i] + B[i]; \
 } \
}

- si només hi ha un processador, executarem seqüencialment N vegades el nucli.

 for (j = 0; j < N; j++) p0.nucli_suma_vectors(A,B,C,N) ;

- si en tenim un grapat, el sistema enviarà el nucli a cadascun dels processadors, requerint-ne l'execució (N / # processadors) vegades. A la darrera alguns processadors obtindran índexs superiors a N i és per això que hi ha la guarda.

 for (j = 0; j < N; j += nombre_processadors) { 
 || p0.nucli_suma_vectors(A,B,C,N); 
 || p1.nucli_suma_vectors(A,B,C,N); 
 ...
 || pM.nucli_suma_vectors(A,B,C,N); 
 }

Vegeu l'#Exemple de nucli.

### model de plataforma
hostord. amfitrió, conté 1 o més Dispositius OpenCL
dispositiu OpenCL (Compute device)conté una o més Unitats de computació. Té accés a una memòria global.
unitat de computació (Compute unit)conté un o més processadors elementals. Disposa d'una memòria local compartida entre els P.E. de la unitat. Pot processar una feina-agrupada.
processador elemental (Process element)processa feines elementals. Disposa d'una memòria privada per a les variables locals de la funció nucli.

### model d'execució
objectes de programadades en memòria que contenen la funció nucli en codi font, compilat al vol (ang:just-in-time) o precompilat.
objectes de memòria N-dimensionalsoperands de la funció nucli que poden ser tractats com a vector, matriu o estructura N-dimensional.
Rang N-dimensional (NDRange)espai N-dimensional dels índexs a les estructures dels operands.
Identificador global (global-id)N-tupla d'índexs que identifica els elements individuals (en les estructures N-dimensionals dels operands) que intervenen en una computació (feina elemental)
feina elemental (work-item)una instància de les execucions de la funció nucli en un processador elemental, sobre els elements resultants d'indexar els operands amb un identificador global.
feina agrupada (work-group)conjunt de feines elementals que s'executen dins una mateixa unitat de computació i comparteixen una memòria local. Les feines elementals s'hi caracteritzen per un identificador de grup i un identificador local.

## Exemple de nucli
Nucli per obtenir la Suma de vectors d'1 dimensió. Vegeu exemple a
```
 
__kernel
 
void
 
vec_add
 
(
__global
 
const
 
float
 
*
a
,

 
__global
 
const
 
float
 
*
b
,

 
__global
 
float
 
*
c
,

 
__global
 
int
 
iNombreElements
)

 
{

 
// obtenir l'índex de la primera dimensió (0) de l{{'}}''id-global''

 
// que li pertoqui a la ''feina elemental''

 
int
 
gid0
 
=
 
get_global_id
(
0
);
 

 
// si l'índex supera el darrer element, no cal processar

 
if
 
(
gid0
 
>=
 
iNombreElements
)
 
{
 
return
 
;}

 
c
[
gid0
]
 
=
 
a
[
gid0
]
 
+
 
b
[
gid0
];

 
}

```

## Eines per detectar suport OpenCL
- GPU-Z[7] de TechPowerUp mostra,[8] en entorn Windows, el suport de les API's de GPU OpenCL, CUDA, PhysX, DirectCompute.
- GPU caps viewer[9]

## API's multiplataforma
- QtOpenCL[10]

## Biblioteques per a altres llenguatges
a Java
- JavaCL[11]
- Aparapi[12] Biblio. de AMD d'interfície OpenCL per al lleng. Java

a Scala
- ScalaCL[13] Paquet amb optimització sobre estructures ad hoc ScalaCLCollections
- ScalaCLPlugin[14] Optimitza codi normal per a l'execució a la GPU

a Haskell
- OpenCLRaw: Ref.[15] Cal modificar-ne les dependències dels paquets.
- Accelerate: llenguatge DSL (Domain Specific Language: específic per al camp d'aplicació) que compila directament codi Haskell a nuclis de GPU (de moment amb rerefons CPU i CUDA).[16]

a Ruby
- Ruby-opencl: Ref.[17]

## Biblioteques optimitzades amb OpenCL
- ImageMagick[18]
- Codificador x264. Paralel·lització amb OpenCL de la Univ. de Heidelberg.[19]

## OpenCL sobreCPU(noGPU)
- AMD SDK segons la ref.[20]